# Ding Sheng (director)
Ding Sheng (丁晟) és un director de cinema i guionista xinès. Nascut a Qingdao, Shandong el 1970, els seus treballs de direcció inclouen Little Big Soldier, Police Story 2013 i Railroad Tigers (2016), tots protagonitzats per Jackie Chan.

## Filmografia
- A Storm in a Teacup (2000) (Director)[3][4]
- The Underdog Knight (2008) (Director)
- Little Big Soldier (2010) (Director)
- He-Man (2011) (Director, guionista, editor)[5]
- Police Story 2013 (2013) (Director, guionista, editor, home al taxi)[6]
- Saving Mr. Wu (2015) (Director)
- Railroad Tigers (2016) (Director)[7]
- A Better Tomorrow 2018 (2018) (Director)
- S.W.A.T. (2019) (Director)
- Nothing Can't Be Undone by a HotPot (2023) (Director)